# Talos (Marvel Comics)
Talos è un personaggio dei fumetti creato da Peter David e Gary Frank, pubblicato dalla Marvel Comics.

## Biografia del personaggio
Talos è uno Skrull, nato senza la capacità di cambiare forma. È però diventato uno degli Skrull più temuti del suo pianeta acquistando una natura selvaggia e sinistra. Tuttavia, dopo essere stato catturato dai Kree, ha rifiutato di suicidarsi nella speranza di ottenere gloria per la sua sopravvivenza. Invece, è stato ridicolizzato e umiliato.
Talos ha partecipato presto alle nozze di Rick Jones e Marlo Chandler. Si è trovato davanti a Hulk e ha cercato di convincerlo a combattere, nel tentativo di recuperare la gloria dal suo popolo. Quando Hulk ha scoperto il suo piano, ha smesso di combatterlo. Talos se ne è andato frustrato, ma gli Skrull hanno trovato impressionante il suo tentativo di combatterlo.
Talos è stato poi chiamato sul pianeta Godthab Omega da Glorian dove ha finito a combattere Devos il Devastatore. Sono stati però entrambi catturati e imprigionati, ma il pianeta era stato improvvisamente attaccato dall'onda di annientamento permettendo ai due di fuggire. Talos si è imbattuto successivamente in Ronan l'Accusatore, che lui odiava per la sua specie di Kree, ma è stato costretto ad ascoltare il suo avvertimento di lasciare il pianeta.
È stato nuovamente umiliato, questa volta dal suo stesso popolo, quando la regina Veranke si è rifiutata di permettergli di far parte dell'invasione segreta perché non aveva la capacità di cambiare forma. Nonostante ciò, il cancelliere Kal'Dul non perdeva speranza della sua possibile partecipazione.
Talos è poi diventato un membro del Fronte Unito per combattere l'ondata di annientamento.
Talos ha partecipato alle indagini private di Howard il Papero sotto l’alias di Jonathan Richards. Ha incaricato Howard di trovare una collana rubata dalla Gatta Nera. Quando Howard l’ha finalmente recuperato, Talos ha abbandonato il suo travestimento e ha rilevato che la collana contiene le Gemme Abbondanti, versioni meno potenti delle Gemme dell'Infinito che ne possono comunque creare una potente, che prevedeva di utilizzare per ottenere nuovamente la gloria dagli Skrull. È stato però sconfitto da Howard e dalla sua amica Tara Tam e arrestato dai Fantastici Quattro.

## Poteri e abilità
A differenza degli altri Skrull, Talos non è in grado di cambiare forma ed è stato definito un difetto genetico dal suo popolo. Per compensare ciò, gli è stata concessa forza e durabilità sovraskrull e può reggere il confronto con eroi del calibro di Hulk. Possiede un occhio cibernetico dopo aver perso quello vero in combattimento.

## Altri media

### Marvel Cinematic Universe
Nel Marvel Cinematic Universe, Talos è interpretato da Ben Mendelsohn e doppiato in italiano da Stefano Benassi. In questa versione, è il leader degli Skrull, ha la capacità di cambiare forma e ha una moglie di nome Soren (interpretata da Sharon Blynn) e una figlia, G'iah.
- Talos appare per la prima volta nel film Captain Marvel (2019).[2][3]  Quando la Starforce arriva sul pianeta Torfa per cercare un esploratore dei Kree di nome Soh-Larr, si scopre essere una trappola dove lui e gli altri intrappolano Vers. Usando un macchinario, Talos e i suoi uomini entrano nei ricordi di Vers fino a quando lei non si riprende, si libera e fugge sulla Terra. Quando lui e i suoi Skrull arrivano sulla Terra, Talos lavora sotto copertura all'interno dello S.H.I.E.L.D. travestendosene come capo. Dopo aver raggiunto Carol Danvers e Nick Fury a casa di Maria Rambeau, rivela ai tre che gli Skrull sono solo dei rifugiati, dopo che hanno perso il loro pianeta natale per colpa dei loro acerrimi rivali Kree. Talos diventa presto alleato di Carol e Fury per sconfiggere i vari esecutori dei Kree, i quali minacciano i rifugiati Skrull nel laboratorio spaziale di Mar-Vell, dove risiede anche la sua famiglia. Alla fine del film, Talos e Capitan Marvel partono per trovare un nuovo pianeta per la sua famiglia e il resto degli Skrull.
- Nella scena finale dopo i titoli di coda del film Spider-Man: Far from Home (2019), si scopre che i "Nick Fury" e "Maria Hill" che sono apparsi nello stesso film erano in realtà Talos e sua moglie Soren, che hanno preso il loro posto mentre quelli reali erano nello spazio con il resto degli Skrull per una missione sconosciuta. Talos informa Fury della loro missione, ma il direttore dello S.H.I.E.L.D. riattacca a metà della chiamata.[4]
- Nick Fury e Talos sono protagonisti della miniserie televisiva Secret Invasion (2023), ambientata dopo gli eventi del film Spider-Man: Far from Home.